# Dušan Kaprálik
Dušan Kaprálik (ur. 21 lutego 1948 w Martinie, zm. 8 sierpnia 2023 w Bratysławie) – słowacki aktor teatralny, filmowy i telewizyjny.

## Biografia
Dušan Kaprálik urodził się 21 lutego 1948 roku w Martinie. W młodości interesował się matematyką i fizyką, ale ostatecznie zdecydował się na karierę aktorską. Studiował na Akademii Sztuk Scenicznych w Bratysławie.
Po ukończeniu studiów występował w teatrach regionalnych w Trnawie, Nitrze i rodzinnym Martinie. W 1973 roku związał się z teatrem Nowa Scena w Bratysławie, gdzie pozostał aż do przejścia na emeryturę ze względów zdrowotnych w 2021 roku. Uczył aktorstwa w Konserwatorium w Bratysławie.
Oprócz aktorstwa teatralnego zagrał w kilku filmach, w tym w Nauczycielce (2016) i Starcach (2019).

## Życie prywatne
Kaprálik był żonaty z Heleną Romančíkovą, córką aktora Elo Romančíka. Mieli dwoje dzieci. Jego żona zmarła w wieku 33 lat po nagłej chorobie. Kaprálik poślubił później szermierkę Silvię Kaprálikovą, z którą miał również dwoje dzieci.
Dušan Kaprálik zmarł 8 sierpnia 2023 roku w wieku 75 lat w domu spokojnej starości w dzielnicy Dúbravka w Bratysławie.

## Wybrana filmografia
- 1979: Go and Don't Say Goodbye, jako Miro
- 1980: Wynajęty klaun, jako członek grupy teatralnej
- 1984: Kto chce zostać księżniczką
- 1989: Szkoła detektywów
- 2009: Niedotrzymana obietnica
- 2014: Książę i kowal, jako lekarz
- 2016: Porwanie, jako polityk opozycji
- 2016: Czerwony kapitan, jako Lacibáci
- 2016: Nauczycielka, jako dziadek Janki
- 2018: Backstage, jako ojciec Huga
- 2019: Starcy